# 克劳斯·克洛茨
克劳斯·克洛茨（德語：Klaus Klotz，1976年1月9日—），德国男子赛艇运动员。他曾代表德国参加英国马瑟韦尔举办的1996年世界赛艇锦标赛，获得男子轻量级八人单桨有舵手金牌。